# Lorena Vargas
Lorena Vargas Villamil, née le 27 août 1986 à Yopal, est une coureuse cycliste colombienne. Active sur route et sur piste, elle a été plusieurs fois médaillée lors de compétitions continentales américaines, et championne de Colombie sur route en 2012 et 2013.

## Palmarès sur route
- 2008
  -  Médaillée d'argent du championnat de Colombie sur route
  -  Médaillée d'argent du championnat de Colombie du contre-la-montre
- 2009
  -  Médaillée d'argent du championnat de Colombie sur route
  -  Médaillée d'argent du championnat de Colombie du contre-la-montre
- 2011
  - Vuelta a Cundinamarca
  -  Médaillée d'argent du championnat de Colombie du contre-la-montre
- 2012
  -  Championne de Colombie sur route
  - 3e de la Vuelta a Cundinamarca
- 2013
  -  Championne de Colombie sur route
  - 2e du Grand Prix de Oriente
  - 3e du Tour du Costa Rica
  -  Médaillée de bronze du championnat de Colombie du contre-la-montre
- 2017
  -  Médaillée de bronze du championnat de Colombie sur route

## Palmarès sur piste

### Championnats du monde
- Pruszków 2009
  - 10e de la poursuite par équipes
- Cali 2014
  - 8e de la poursuite par équipes

### Jeux panaméricains
- 2011
  -  Médaillée de bronze de la poursuite par équipes

### Championnats panaméricains
- 2009
  -  Médaillée d'argent de la poursuite par équipes
- 2010
  -  Médaillée d'argent de la course aux points
  -  Médaillée de bronze de la poursuite par équipes
- 2011
  -  Médaillée d'argent du scratch
  -  Médaillée de bronze de la poursuite par équipes

### Jeux sud-américains
- 2010
  -  Médaillée d'or du scratch
  -  Médaillée d'or de la course aux points
  -  Médaillée d'or de la poursuite par équipes

### Jeux d'Amérique centrale et des Caraïbes
- Veracruz 2014
  -  Médaillée de bronze de la poursuite par équipes (avec Milena Salcedo, Valentina Paniagua et Jessica Parra).
  - Quatrième de la course aux points[1].

### Championnats de Colombie
- Cali 2008
  -  Médaillée d'argent de la poursuite individuelle des XVIII Juegos Deportivos Nacionales[2].
- Barranquilla 2009
  -  Médaillée d'or de la poursuite individuelle[3].
  -  Médaillée d'or de la course aux points[4].
  -  Médaillée d'or de l'omnium[5].
- Bogota 2011
  -  Médaillée de bronze de la poursuite individuelle[6].
  -  Médaillée de bronze de l'omnium[7].
- Cali 2012
  -  Médaillée de bronze de la course aux points des XIX Juegos Deportivos Nacionales[8].
- Medellín 2014
  -  Médaillée de bronze de la poursuite individuelle[9].
- Cali 2015
  -  Médaillée d'argent de la course aux points[10].
  -  Médaillée de bronze de la course scratch[11].
  -  Médaillée de bronze de l'omnium[12].
- Cali 2017
  -  Médaillée de bronze de la poursuite individuelle[13].
- Cali 2018
  -  Médaillée d'argent de la course à l'américaine (avec Marynés Prada)[14].